# Canal 5 (rete televisiva messicana)
Canal 5 è una rete televisiva messicana fondata nel 1952.
Canal 5 porta principalmente programmi per bambini, film e serie internazionali, e occasionalmente eventi sportivi tra cui UEFA Champions League, UEFA Europa League e Coppa del Mondo FIFA, un numero limitato di partite di Liga MX e incontri internazionali che coinvolgono la nazionale messicana e Giochi NFL e NHL. Canal 5 include anche alcune produzioni televisive, come El Chavo Animado e Mujeres Asesinas 3 di Pedro Torres.

## Programmazione
| Programmazione (titoli in spagnolo)           | Orario                                                        | TV-R |
| --------------------------------------------- | ------------------------------------------------------------- | ---- |
| Dora la exploradora                           | 4:00PM                                                        | AA   |
| Peppa Pig                                     | 7:00AM                                                        | AA   |
| Sésamo                                        | 7:15AM                                                        | AA   |
| Thomas y sus amigos                           | 7:30AM                                                        | AA   |
| Los Padrinos Mágicos                          | 8:00AM                                                        | A    |
| Rugrats: Aventuras en pañales                 | 9:00AM                                                        | A    |
| Las Aventuras de Jimmy Neutrón: el niño genio | 10:00AM                                                       | A    |
| El Chapulín Colorado Animado                  | 11:00AM                                                       | A    |
| El Chavo Animado                              | 11:30AM                                                       | A    |
| Bob Esponja                                   | 1:00PM                                                        | A    |
| Wendell & Vinnie                              | 2:00PM                                                        | A    |
| Drake & Josh                                  | 3:00PM                                                        | A    |
| La CQ                                         | 4:00PM                                                        | A    |
| Cita Infernal                                 | 5:00PM                                                        | B    |
| Malcolm el de en Medio                        | 6:00PM                                                        | B    |
| 1000 Maneras de Morir (versione censurata)*   | 7:00PM (Attualmente è previsto alle 9:00PM dal 22 marzo 2017) | B    |
| Dragon Ball Z (Lunedì e mercoledì)            | 8:00PM                                                        | B    |
| Ridículos MTV (Mexico) (Martedì e giovedì)    | 8:00PM                                                        | B15  |
| La Reina del Sur *                            | 9:00PM                                                        | C    |
| El Naranja es lo de Hoy *                     | 10:00PM                                                       | C    |
| La Viuda Negra *                              | 11:00PM                                                       | C    |
| Metástasis                                    | 12:00AM                                                       | D    |

- 1^ Gli spettacoli contrassegnati con * sono censurati per audio e/o immagine.
- 2^ I spettacoli contrassegnati con una C e D vengono trasmessi durante la notte.

## Ex programmazione
- KND: Los Chicos del Barrio
- El Campamento de Lazlo
- Las Chicas Superpoderosas
- El laboratorio de Dexter
- El Show de los Muppets
- ALF
- Fraggle Rock